# Bill Sheffield
William Jennings Sheffield, mais conhecido como Bill Sheffield (Spokane, 26 de junho de 1928 – Anchorage, 4 de novembro de 2022) foi um político estadunidense do Partido Democrata que serviu como sexto governador do Alasca entre 1982 e 1986.

## Carreira política
Enquanto governador, Sheffield empurrou um projeto impopular através da legislatura do estado do Alasca para consolidar os fusos horários do estado. Antes da aprovação deste projeto de lei, o Alasca estava espalhado por quatro fusos horários. O projeto de lei de Sheffield foi colocado em praticamente todo o estado (com a única exceção das Aleutas). Inicialmente, isso foi mal recebido. Mais de vinte anos depois, a legislatura estadual ainda estava debatendo a questão e com outros alegando que Sheffield quebrou sua promessa de revisitar a mudança após um período de teste de um ano.